# Wrębiarka

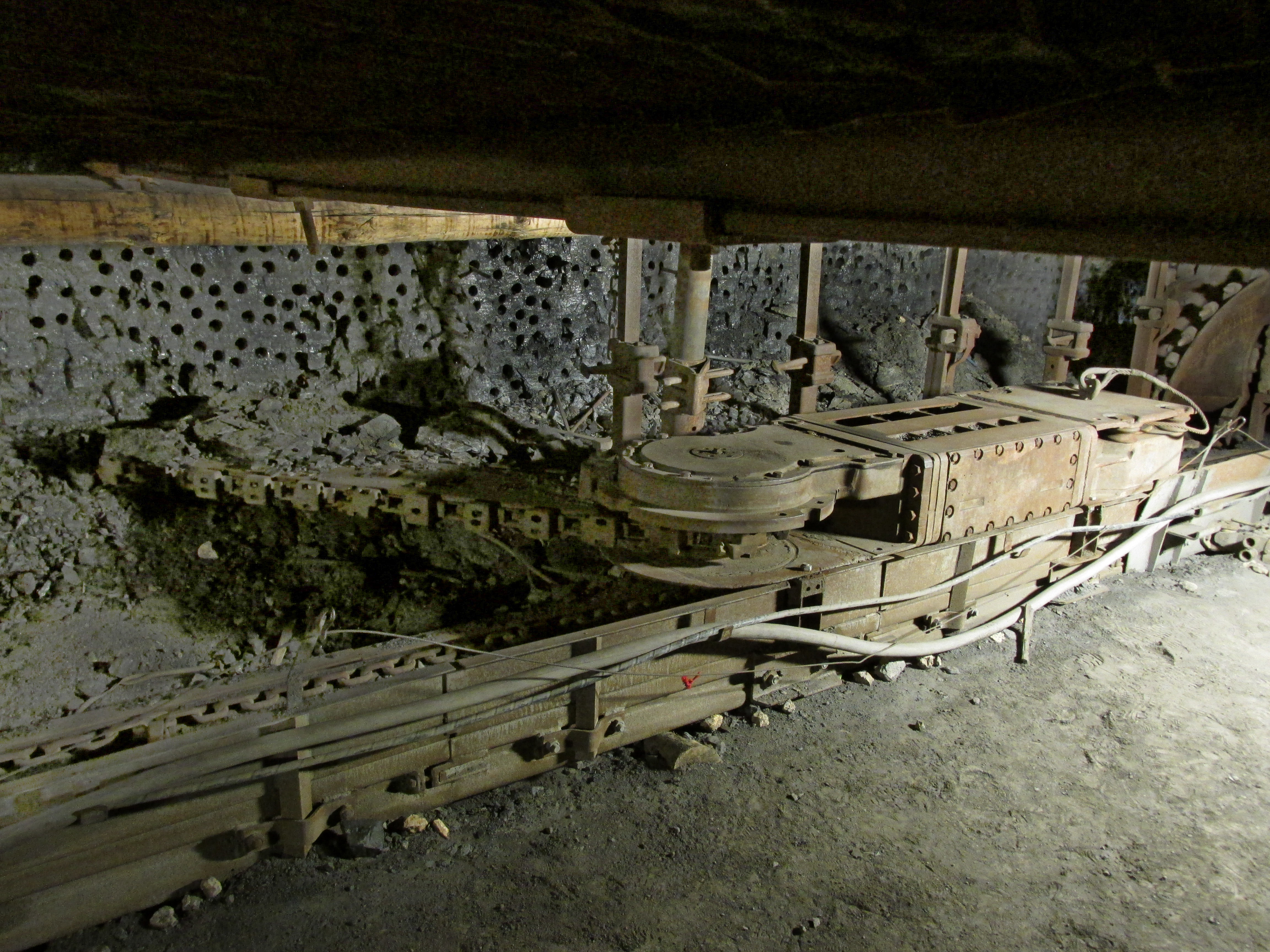
Wrębiarka ścianowa WSH-60 w kopalni Guido (Zabrze)

Wrębiarka – maszyna górnicza, wykonująca wręby w złożu (np. węgla), składa się z głowicy z wrębnikiem, silnika (elektrycznego lub pneumatycznego) i ciągnika. Pierwszą maszynę opatentował Michael Menzies z Anglii w 1761 r. według jego projektu wrębiarka miała to być maszyna z kilofami umocowanymi na ramie, poruszała się za pomocą systemu dźwigni i żerdzi. Jednak taki rodzaj maszyny okazał się utopijny. Lepsze perspektywy oferowała maszyna z 1852 r. z dwoma wielkimi, obracającymi się dyskami, na których tkwiły ostrza. Miała być poruszana siłą ludzkich mięśni. W 1864 r. Anglik Baird wynalazł wrębiarkę łańcuchową żłobiącą. W latach 80 XIX w. ten typ maszyny okazał się projektem tak udanym, iż fabrykanci amerykańscy podjęli się produkcji na masową skalę. Od roku 1940 wrębiarka powoli zostaje wypierana przez kombajn górniczy.

## Podział
Ze względu na rodzaj przodków, do których są przeznaczone, wrębiarki dzielą się na wąskoprzodkowe (chodnikowe i zabierkowe) i szerokoprzodkowe (ścianowe).
Rodzaje:
- wrębiarka chodnikowa: wrębiarka łańcuchowa, zwykle na podwoziu kołowym lub gąsienicowym do wykonywania wrębów w chodnikach.
- wrębiarka dwuwrębnikowa: wrębiarka łańcuchowa wyposażona w dwa wrębniki, wycinająca równocześnie dwa wręby równoległe na różnych wysokościach.
- wrębiarka hydrauliczna: popularna nazwa wrębiarki ścianowej napędzanej silnikiem elektrycznym, wyposażonej w statyczne przekładnie hydrauliczne do napędzania ciągnika i mechanizmu zawrębiania.
- wrębiarka tarczowa: wrębiarka z wrębnikiem w postaci obracającej się poziomej tarczy, zaopatrzonej na obwodzie w noże wrębowe.
- wrębiarka udarowa: wrębiarka starego typu będąca właściwie udarową wiertarką słupową z urządzeniem umożliwiającym przesuwanie wiertła po łuku w płaszczyźnie poziomej.
- wrębiarka uniwersalna: wrębiarka łańcuchowa nadająca się do pracy w chodnikach i w zabierkach, wykonująca wrąb w dowolnej płaszczyźnie poziomej i pionowej oraz skośnej w stosunku do spodku i na różnych wysokościach.
- wrębiarka wiercąca: wrębiarka wykonująca wrąb za pomocą kilku wierteł wiercących obrotowo otwory stykające się na okręgach.
- wrębiarka z wrębnikiem wygiętym: ścianowa wrębiarka łańcuchowa, której wrębnik przy końcu jest wygięty pod kątem 60° lub 90°, dzięki czemu podczas podwrębiania zabioru węgla odcina go częściowo jeszcze od calizny.
- wrębiarka z żerdzią odcinającą: wrębiarka łańcuchowa, która ma na końcu wrębnika łańcuchowego obracającą się pionową żerdź uzbrojoną nożami, odcinającą podwrębiony zabiór węgla od calizny.
- wrębiarka zabierkowa: wrębiarka łańcuchowa z wrębnikiem umocowanym sztywno u dołu kadłuba oraz z dwoma bębnami linowymi do manewrowania wrębiarką.
- wrębiarka ładująca: wrębiarka łańcuchowa przystosowana do ładowania przez wymianę części noży wrębowych na zgrzebła nagarniające urobek na przenośnik.
- wrębiarka łańcuchowa: wrębiarka z wrębnikiem łańcuchowym uzbrojonym nożami.
- wrębiarka łukowa: wrębiarka chodnikowa z wrębnikiem łańcuchowym osadzonym obrotowo w głowicy, wykonującym wrąb po łuku na stałej wysokości.
- wrębiarka żerdziowa: wrębiarka, której mechanizmem urabiającym jest wrębnik żerdziowy.